# Karim Izrailov
Karim Izrailov (14 marzo 1987) è un ex calciatore kirghiso, di ruolo centrocampista.